# ASTAR Air Cargo

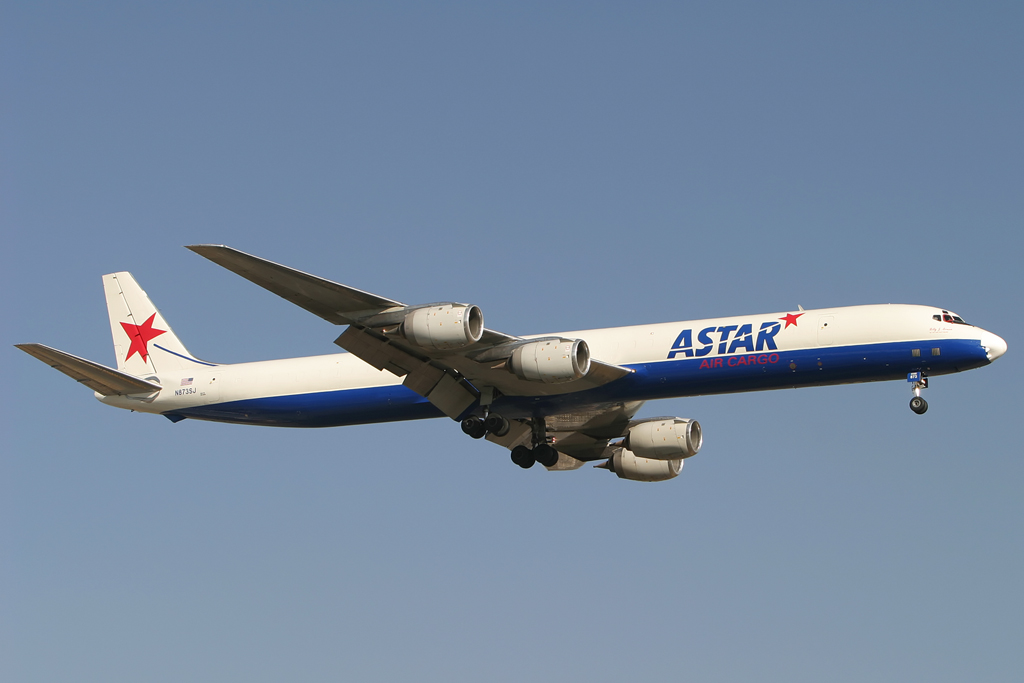
ASTAR Air Cargo

ASTAR Air Cargo was een vrachtvervoer luchtvaartmaatschappij met als basis Miami, Florida, VS. Het voerde vrachtvluchten uit op meer dan 40 VS en internationale luchthavens vanaf de hub op Wilmington, OH (ILN). De vluchten van ASTAR Air Cargo zijn gestopt op 1 juni 2012.

## Code Data
- IATA code: ER
- ICAO code: DHL